# اوموییتسا
اوموییتسا (به صربی: Omoljica) یک منطقهٔ مسکونی در صربستان است که در استان خودمختار وویوودینا واقع شده‌است. اوموییتسا ۷۷٫۲۶ کیلومتر مربع مساحت و ۶٬۳۰۹ نفر جمعیت دارد و ۷۴ متر بالاتر از سطح دریا واقع شده‌است.